# Храм Успення Пресвятої Богородиці (Радимно)
Церква Успення Пресвятої Богородиці — втрачена колишня парафіяльна церква УГКЦ в Радимні.

## Історія

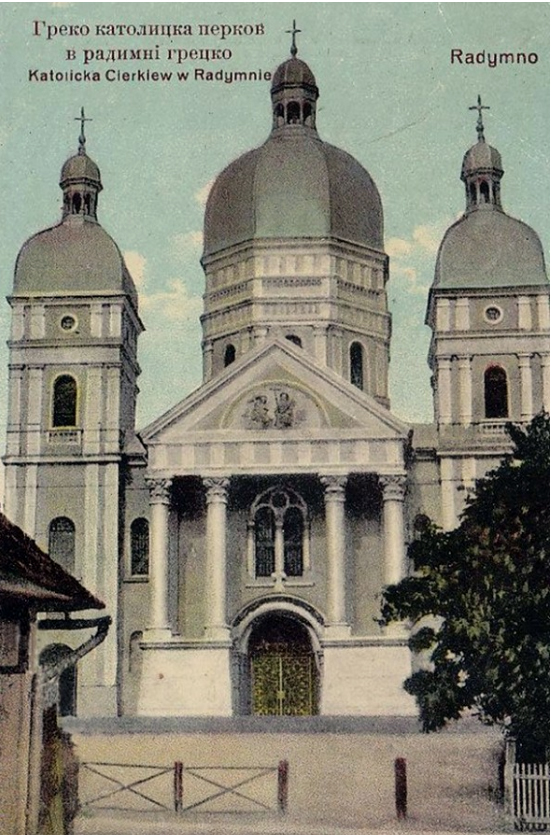
Церква станом на 1 серпня 1911 року

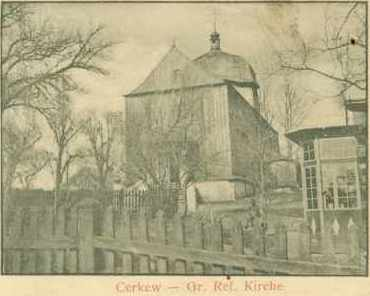
Стара дерев'яна церква (1806—1905)

Перемиський латинський єпископ Ян Дзядуський (Jan Dziaduski) гербу Єліта за час свого служіння підтвердив фундуші та давні привілеї православних церков у Радимні, Дальовій та Волі Яслиській.
До 1905 року на місці церкви Успення Пресвятої Богородиці існувала давніша, дерев'яна, яка була побудована в 1806 році, але вона згоріла у липні цього ж року (її парафіяльним священиком був Ігнатій Давидович). Пожежа спалахнула з єврейської лазні і охопила будинок парафіяльного священика та церкву. Протягом року богослужіння проводилося в римо-католицькому костелі. Будівництво нової церкви розпочалося восени 1906 року. Автором проекту став український архітектор Василь Нагірний, який спроектував понад 200 церков в Галичині. У 1907 році будівництво церкви призупинилося через конфлікт між будівельною комісією церкви та священиком.
У 1911 році будівництво церкви було завершено. 26 травня 1912 року єпископ Перемиський, Самбірський і Сяноцький УГКЦ Костянтин Чехович освятив церкву.
Після Другої світової війни, коли комуністична влада заборонила греко-католицьку церкву в Польщі, Церква Успення Пресвятої Богородиці ще деякий час використовувалася як римо-католицький костел. У 1947 році в у будівлі церкви був влаштований склад будівельних матеріалів, а в травні 1961 року церква була зруйнована. Нині на цьому місці знаходиться шкільний ігровий майданчик, а в пресвітерії спочатку був магазин, який був зруйнований одночасно з церквою.